# Berkheya hirpicioides
Berkheya hirpicioides là một loài thực vật có hoa trong họ Cúc. Loài này được Sond. mô tả khoa học đầu tiên năm 1865.